# 東京都赤十字血液センター
東京都赤十字血液センター（とうきょうとせきじゅうじけつえきセンター）は、東京都にある日本赤十字社の血液センター。

## 概要
1964年（昭和39年）9月に東京都赤十字血液銀行として開設され、同年12月に東京都赤十字血液銀行から東京都赤十字血液センターに改称された。
その後、1967年（昭和42年）6月に	東京都葛飾赤十字血液センター（現東京都赤十字血液センター葛飾出張所）、1968年（昭和43年）6月に東京都大田赤十字血液センター（現東京都赤十字血液センター大田出張所）、1970年（昭和45年）5月に東京都八王子赤十字血液センターを開設した。
2015年（平成27年）12月には新宿区若松町に移転した。

## 施設
以下の施設がある。

### 血液センター
- 東京都赤十字血液センター（東京都江東区辰巳2-1-67）

### 事業所
- 東京都赤十字血液センター立川事業所（東京都立川市緑町3256）
- 東京都赤十字血液センター駒込事業所（東京都豊島区駒込2-2-2）

### 出張所
- 東京都赤十字血液センター武蔵野出張所（東京都武蔵野市境南町1-26-1）
- 東京都赤十字血液センター葛飾出張所（東京都葛飾区亀有5-14-15）
- 東京都赤十字血液センター大田出張所（東京都大田区仲六郷3-30-1）
- 東京都赤十字血液センター渋谷供給出張所（東京都渋谷区鶯谷町2-16）

### 献血ルーム
- 有楽町献血ルーム（東京都千代田区有楽町2-10-1 東京交通会館 6F）
- 献血ルーム 池袋ぶらっと（東京都豊島区東池袋1-12-8 池袋フジキビル 3F）
- ハチ公前献血ルーム（東京都渋谷区道玄坂2-3-2 大外ビル 6F）
- akiba:F 献血ルーム（東京都千代田区外神田1-16-9 朝風二号館ビル 5F）
- 立川献血ルーム（東京都立川市曙町2-7-17 丸井・井上共同ビル 地下1F）
- 献血ルーム 池袋い～すと（東京都豊島区東池袋1-1-4 タカセセントラルビル 8F）
- 献血ルーム 吉祥寺タキオン（東京都武蔵野市吉祥寺本町1-15-2 ダイヤバローレビル 8F）
- まちだ献血ルームcomfy（東京都町田市原町田6-3-3 町映ビル 7F）
- 新宿西口献血ルーム（東京都新宿区西新宿1丁目 西口地下街1号）
- 献血ルームfeel（東京都墨田区押上1-1-2 東京スカイツリータウン・ソラマチ 10F）
- 都庁献血ルーム（東京都新宿区西新宿2-8-1 都庁都民広場 地下1F）
- 新宿東口献血ルーム（東京都新宿区新宿3-17-5 T&T Ⅲ（サード）ビル 5F）
- 東京八重洲献血ルーム（東京都中央区八重洲2-1-1 YANMAR TOKYO 3F）